# Africallagma quingentum
Africallagma quingentum  (лат.) — вид стрекоз из семейства стрелки (Coenagrionidae).
Экваториальная Африка: Конго-Киншаса (Katanga). В болотистых лугах на плато Kibara в заповеднике Upemba National Park на уровне от 1770 до 1840 м.

## Описание
Среднего размера металлически блестящие стрекозы разнообразной окраски (основная окраска голубовато-желтовато-чёрная), птеростигма коричневая. Длина тела около 3 см, крыла — около 3 см. Ширина заднего крыла 18—19 мм. Вид был впервые описан в 2015 году энтомологами Клаасом Дийкстра (Klaas-Douwe B. Dijkstra; Naturalis Biodiversity Center, Лейден, Нидерланды), Йенсом Киппингом (Jens Kipping; BioCart Environmental Consulting, Taucha/Лейпциг, Германия) и Николасом Мезьером (Nicolas Mézière; Куру, Французская Гвиана). Видовое название A. quingentum происходит от латинского слова quingentum, в переводе означающего «пятисотый», так как этот вид стал 500-м видом стрекоз Африки, найденным первым автором в полевых условиях.